# Diceros
Diceros (en griego: "dos" (dio), "cuerno" (keratos)) es un género de rinoceronte que contiene el rinoceronte negro (Diceros bicornis) y varias especies extintas.

## Taxonomía
Diceros está más estrechamente relacionado con el género Ceratotherium (que contiene al rinoceronte blanco) que con otros rinocerontes vivos, con el clado que contiene a los dos y comprende la tribu Dicerotini (también deletreada Diceroti) o la subtribu Dicerotina.
Algunos autores han sugerido que Diceros se ramificó a partir de una especie temprana de Ceratotherium, específicamente C. neumayri, que también se le ha asignado a Diceros en algunos estudios. Sin embargo, otros autores han cuestionado la estrecha relación entre Diceros y "C". Neumayri.
La especie más antigua asignada al género es "Diceros" australis del Mioceno temprano de Namibia,datando de hace unos 17-18 millones de años.Sólo se conoce a partir de restos fragmentarios, y su asignación al género, e incluso a Dicerotini, ha sido cuestionada por otros autores.Otras especies asignadas al género incluyen Diceros praecox del Mioceno tardío (de hace unos 7 millones de años) y el Plioceno del África subsahariana.Algunos autores han sugerido que D. praecox es el ancestro del moderno D. bicornis.Diceros primaevus se conoce desde el Mioceno tardío (hace c. 12-10 millones de años) de Argelia.Diceros douariensis se conoce desde el Mioceno tardío de Túnez y posiblemente de Etiopía.Algunos autores han asignado esta especie a Ceratotherium.La especie Diceros gansuensis ha sido reportada desde el Mioceno tardío de China,datan de hace unos 10 millones de años.Los restos más antiguos asignados al rinoceronte negro moderno se conocen en el Mioceno tardío (hace unos 7 millones de años) de África oriental.aunque otros autores han considerado que los restos más antiguos de la especie datan del Pleistoceno temprano, hace unos 2,6 millones de años, en Koobi Fora, Kenia.

## especies
- Diceros bicornis
- †Diceros australis
- †Diceros praecox
- †Diceros douariensis
- †Diceros gansuensis
- †Diceros primaevus